# Ari Suhonen
Ari Suhonen (19 dicembre 1965) è un ex mezzofondista finlandese.

## Palmarès
| Anno | Manifestazione  | Sede     | Evento        | Risultato        | Prestazione | Note |
| ---- | --------------- | -------- | ------------- | ---------------- | ----------- | ---- |
| 1987 | Europei indoor  | Liévin   | 800 m piani   | Bronzo           | 1'49"56     |      |
| 1988 | Europei indoor  | Budapest | 1 500 m piani | Oro              | 3'45"72     |      |
| 1988 | Giochi olimpici | Seul     | 800 m piani   | Quarti di finale | r           |      |
| 1988 | Giochi olimpici | Seul     | 1 500 m piani | Batteria         | 3'43"61     |      |
| 1989 | Universiadi     | Duisburg | 800 m piani   | Oro              | 1'47"13     |      |

## Altre competizioni internazionali
1989
- 7º in Coppa del mondo ( Barcellona), 800 m piani - 1'47"45